# Mats Johansson (regissör)
Mats Viktor Johansson, född 12 januari 1925 i Göteborg, död 21 oktober 2022, var en svensk regissör och teaterchef.

## Biografi
Johansson blev fil. kand. 1948. Därefter arbetade han vid stadsteatrarna i Helsingborg och Malmö samt som teaterchef vid Folkteatern i Göteborg 1957–1961. Han var chef för Göteborgs Stadsteater 1962–1982 och därefter för Riksteatern till 1992.
Johansson lämnade som chef för Göteborgs stadsteater i samband med den så kallade manifeststriden och övergick då till att vara chef för Riksteatern fram till sin pensionering 1992
Mats Johansson är gravsatt i minneslunden på Västra kyrkogården i Göteborg.

### Karriär
- Regissör vid Helsingborg stadsteater (1948–1950)
- Regissör och teatersekreterare vid Malmö stadsteater (1950–1957)
- Chef för Folkteatern i Göteborg (1957–1961)
- Chef för Helsingborgs stadsteater (1961–1962)
- Chef för Göteborgs Stadsteater (1962–1982)
- Chef för Riksteatern (1982–1992)

## Teater

### Regi (ej komplett)
| År   | Produktion                                                      | Upphovsmän                                                       | Teater                                  |
| ---- | --------------------------------------------------------------- | ---------------------------------------------------------------- | --------------------------------------- |
| 1949 | Upptäcktsresanden                                               | Stig Dagerman                                                    | Helsingborgs stadsteater                |
| 1949 | Lilla helgonet Mam'zelle Nitouche                               | Hervé, Henri Meilhac och Albert Millaud Bearbetning Kar de Mumma | Helsingborgs stadsteater                |
| 1950 | Hallå där ute! Hello Out There!                                 | William Saroyan                                                  | Helsingborgs stadsteater                |
| 1950 | Moony's grabb gråter inte Moony's kid don't cry                 | Tennessee Williams                                               | Helsingborgs stadsteater                |
| 1951 | "Patrasket"                                                     | Hjalmar Bergman                                                  | Malmö stadsteater                       |
| 1952 | Hederligt folk                                                  | Paul Vincent Carroll                                             | Malmö stadsteater                       |
| 1952 | Man lyder                                                       | Sivar Arnér                                                      | Malmö stadsteater                       |
| 1953 | Trångt om saligheten                                            | Valentin Katajev                                                 | Malmö stadsteater                       |
| 1954 | Smältdegeln The Crucible                                        | Arthur Miller                                                    | Malmö stadsteater                       |
| 1954 | Han som fick leva om sitt liv                                   | Pär Lagerkvist                                                   | Malmö stadsteater                       |
| 1955 | Påsk                                                            | August Strindberg                                                | Malmö stadsteater, 5 februari 1955      |
| 1955 | Världens ände                                                   | Sigvard Mårtensson                                               | Malmö stadsteater, 18 mars 1955         |
| 1955 | Lyckliga dagar Les Jours heureux                                | Claude-André Puget Översättning Olga Wendbladh                   | Malmö stadsteater                       |
| 1956 | Oväder                                                          | August Strindberg                                                | Malmö stadsteater                       |
| 1956 | Huckleberry Finns äventyr                                       | Gösta Terserus                                                   | Malmö stadsteater                       |
| 1956 | Kittelflickarens bröllop The Tinker's Wedding                   | John Millington Synge Översättning Mats Johansson                | Malmö stadsteater                       |
| 1957 | Den fantastiske herr Pennypacker The Remarkable Mr. Pennypacker | Liam O'Brien                                                     | Folkteatern, Göteborg                   |
| 1958 | Hjälten på den gröna ön The Playboy of the Western World        | John Millington Synge Översättning Bengt Anderberg               | Folkteatern, Göteborg                   |
| 1959 | Kapten Kid                                                      | Tore Zetterholm                                                  | Folkteatern, Göteborg                   |
| 1961 | Vilse i lustgården Period of adjustment                         | Tennessee Williams Översättning Sven Barthel                     | Helsingborgs stadsteater                |
| 1961 | Perrichons resa Le voyage de M. Perrichon                       | Eugène Labiche                                                   | Helsingborgs stadsteater                |
| 1963 | Patrasket                                                       | Hjalmar Bergman                                                  | Göteborgs stadsteater, 30 augusti 1963  |
| 1963 | Blodet ropar under almarna                                      | Eugene O'Neill                                                   | Göteborgs stadsteater, 29 november 1963 |
| 1964 | Toreadorvalsen                                                  | Jean Anouilh                                                     | Göteborgs stadsteater, hösten 1964      |
| 1969 | Tartuffe Tartuffe, ou l'Imposteur                               | Molière                                                          | Göteborgs stadsteater                   |
| 1970 | Hjälten på den gröna ön The Playboy of the Western World        | John Millington Synge                                            | Göteborgs stadsteater                   |
| 1973 | Agnes                                                           | Kent Andersson                                                   | Göteborgs stadsteater                   |